# Escola Superior de Defesa

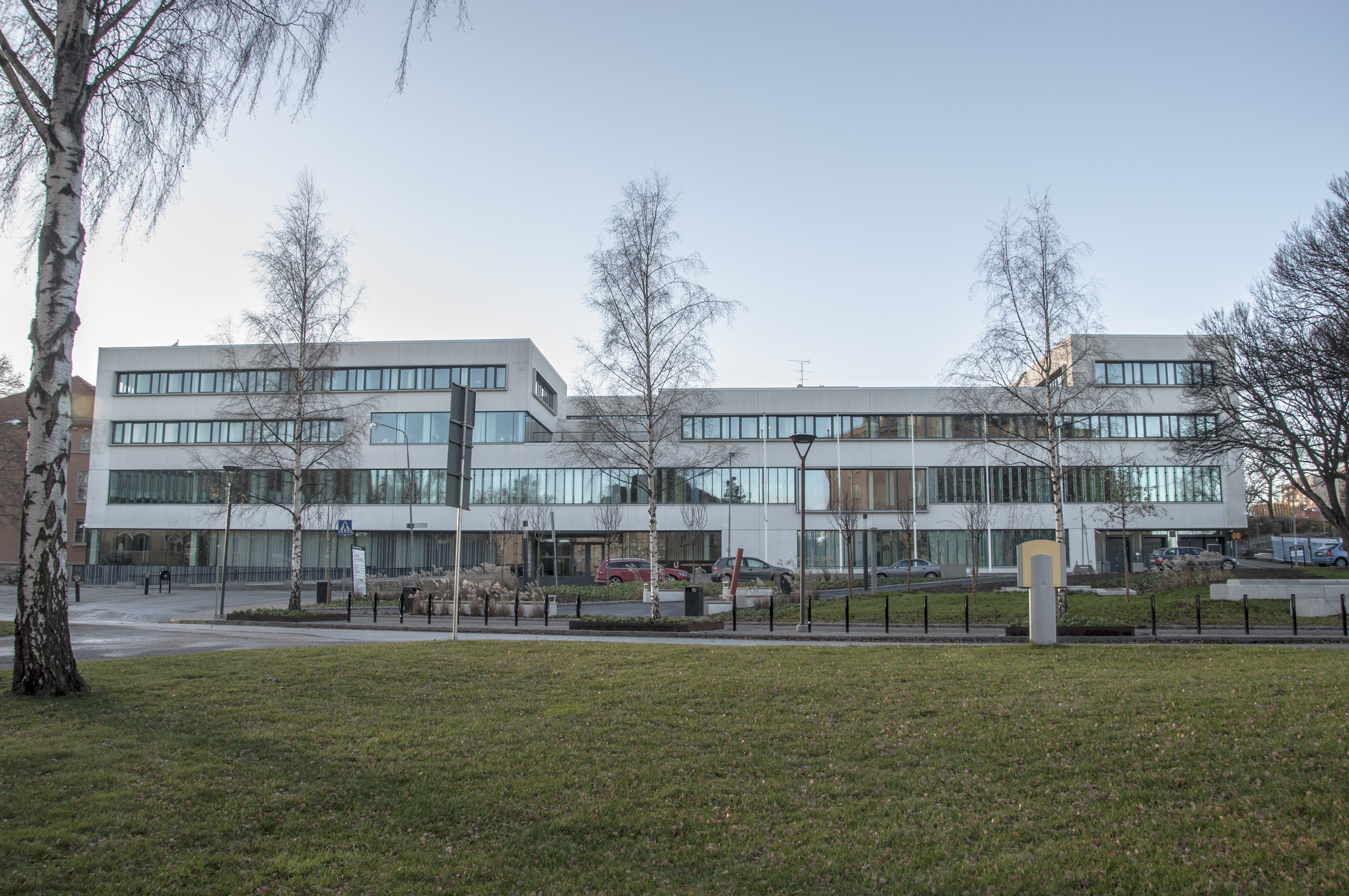
A Escola Superior da Defesa em Estocolmo

A Escola Superior de Defesa (em sueco: Försvarshögskolan;  PRONÚNCIA; também designado pela sigla FHS), é um estabelecimento estatal de ensino universitário, tutelado pelo Ministério da Educação, e instalado na cidade de Estocolmo, capital da  Suécia .

Este estabelecimento de ensino está vocacionado para apoiar a segurança nacional e internacional através da formação de quadros superiores civis e militares com capacidade para lidar com crises e problemas de segurança. 

Além disto, a escola é um centro de investigação e desenvolvimento das questões relacionadas com a defesa  e o enfrentamento de crises de segurança.

## Cursos e formações
A Escola Superior de Defesa ministra cursos dentro de várias áreas:
- Formação de oficiais das Forças Armadas da Suécia (Officersprogrammet) [4]
- História Militar (Militärhistoria) [5]
- Direito Internacional (Folkrätt) [6]
- Ciência Militar (Krigsvetenskap) [7]
- Liderança (Ledningsvetenskap) [8]
- Tecnologia MIlitar (Militärteknik) [9]
- Gerenciamento de crises (Krishantering) [10]
- Política de Segurança e Estratégia (Statsvetenskap) [11]